# 거북손
거북손(Capitulum mitella, kamenote)은 갑각류 완흉상목 유병목 거북손과에 속한다. 학명은 Pollicipes mitella이다.
몸길이는 4cm, 너비 5cm 가량이다. 머리는 거북의 다리처럼 생겼는데 황회색 네모꼴로 된 32 ~ 34개의 석회판으로 덮이고 그 사이에 여섯 개의 돌기가 나와 호흡과 운동을 맡는다. 자루 부분은 석회질의 잔비늘로 덮이고 암자갈색을 띤다. 자루 부분으로 바닷가의 바위에 붙어 살며 절지동물의 특징은 거의 없다. 바닷물에 잠겼을 때 머리쪽에서 덩굴 모양의 다리를 내놓아 물을 저어 호흡하며 먹이를 잡는다.
암수한몸으로 알이 부화하여 성체가 될 때까지 변태를 하면서 모습이 크게 변한다. 알에서 부화하여 노플리우스유생이 되어 자유 생활을 하는 여섯 차례의 변태를 거쳐 키프리스 유생이 된다. 키프리스 유생은 큰 촉각(더듬이)에 있는 석회질을 분비하는 샘을 이용하여 적당한 물체에 붙어 성체로 자란다.
몸의 연한 부분은 먹으며, 석회질 비료로도 사용된다.

## 참고 자료
- “Pollicipes mitella (Linnaeus, 1758), WoRMS taxon details”. 《World Register of Marine Species》. 2012년 2월 25일에 확인함.